# جیلیان لیندسی
جیلیان لیندسی (انگلیسی: Gillian Lindsay؛ زادهٔ ۲۴ سپتامبر ۱۹۷۳) قایقران روئینگ اهل بریتانیا است.